# Mid-Life Crustacean
«Mid-Life Crustacean» (titulado «Crustáceo maduro» en Hispanoamérica y «Un Crustáceo de mediana edad» en España) es la segunda mitad del episodio 15 de la tercera temporada y el episodio 55 en general de la serie de televisión animada estadounidense Bob Esponja. El episodio se estrenó en Nickelodeon el 24 de enero de 2003. Ya no se volverá a emitir en Nickelodeon a partir de 2018 y tampoco está disponible para verlo en Paramount+. Todavía está disponible en los comunicados de prensa domésticos con la escena del asalto a las bragas, y aún se pueden ver partes del episodio en los canales oficiales de YouTube de Nickelodeon y Bob Esponja. El título del episodio es un juego de palabras con la frase «Crisis de la mediana edad».

## Trama
Mr. Krabs lucha por levantarse de la cama; después de levantarse, le pregunta a Pearl si cree que es viejo, a lo que Pearl responde que sí. Cuando llega al Krusty Krab, escucha a un cliente quejarse de que su Cangreburger tiene un sabor extraño, y su madre comenta que está «vieja y seca», comparándola con Mr. Krabs, lo que lo molesta aún más. Después de que Bob Esponja y Patricio anuncian su «gran noche de fiesta», Mr. Krabs pide unirse, en un intento por sentirse joven otra vez.
Durante la noche, Bob Esponja y Patricio llegan a la casa de Mr. Krabs, y los tres personajes se dirigen a una lavandería, donde Bob Esponja y Patricio ven cómo sus caras giran en el reflejo del espejo de una lavadora; Mr. Krabs encuentra esta actividad aburrida y preferiría ver más vida nocturna. Luego participan en varias actividades más extrañas, ninguna de las cuales satisface al Mr. Krabs. En una sala de juegos, Bob Esponja, Patricio y varios niños le preguntan a Mr. Krabs si lo «siente» varias veces, lo que lo enoja y reprende al dúo. Cuando está a punto de cancelar su noche de fiesta, Patrick cambia de opinión cuando revela que van a salir en una «redada de bragas», captando el interés de Mr. Krabs.
Cuando Bob Esponja, Patricio y Mr. Krabs se cuelan en una casa para agarrar un par de ropa interior de mujer del cajón de su cómoda, son atrapados y resulta que la mujer resulta ser la madre de Cangrejo; Bob Esponja y Patricio nunca le dijeron que era su casa la que estaban asaltando. Debido a la mentira por omisión de los niños, ella castiga a Mr. Krabs por el resto de la noche; Bob Esponja lo sigue y se disculpa, a lo que Mr. Krabs lo perdona, diciendo con respecto a haber sido obligado a pasar la noche en casa de su madre, en su antigua habitación con su cama de auto de carreras y sus juguetes: «Ciertamente me siento más joven». Cuando Bob Esponja y Patricio se van, su madre le ordena a Mr. Krabs que apague las luces de su dormitorio, lo que él acata abatido.

## Recepción y controversia
En 2018, el episodio fue eliminado de la rotación. Si bien Nickelodeon no ha confirmado oficialmente el motivo específico, se sugiere fuertemente que la escena del asalto a las bragas ha llevado a su eliminación. Un representante de Nickelodeon afirmó que el episodio fue retirado porque se consideró inapropiado para niños pequeños, a pesar de que otros episodios de la franquicia contienen humor adulto y vanguardista. El episodio junto con el episodio hermano titulado todavía se pueden ver en los comunicados de prensa nacionales con la escena del asalto a las bragas. En una clasificación de 2019 de los 100 episodios principales de Bob Esponja, TV Guide incluyó a «Mid-Life Crustacean» como el 79º mejor episodio.
Allegra Frank de Slate comentó en 2021 «... como un aficionado a la nostalgia que recurre a Paramount+ únicamente para saciar esa necesidad, ver cómo su empresa matriz le quita una pequeña parte de la historia de Bob Esponja es discordante. Hay toneladas de otras aventuras de Bob Esponja de 11 minutos para disfrutar, pero no hay nada como ver un episodio y tener esa cálida sensación de recordarlo; me entristece no volver a tener eso con ese ahora infame episodio de 'panty raid'». En un artículo de 2021 que analiza la controversia en torno al episodio de Comic Book Resources, el escritor Reuben Baron lo consideró un gran episodio y razonó: «Hay toneladas de gran humor basado en personajes impulsado por la crisis de la mediana edad de Mr. Krabs, la vergüenza de Pearl por su padre y la alegre extrañeza de Bob Esponja y Patricio». El episodio estuvo accidentalmente disponible para transmisión en julio de 2023 debido a un error técnico en el canal Paramount+ en Prime Video. El problema se solucionó casi inmediatamente después.